# ウォーデンクリフ・タワー

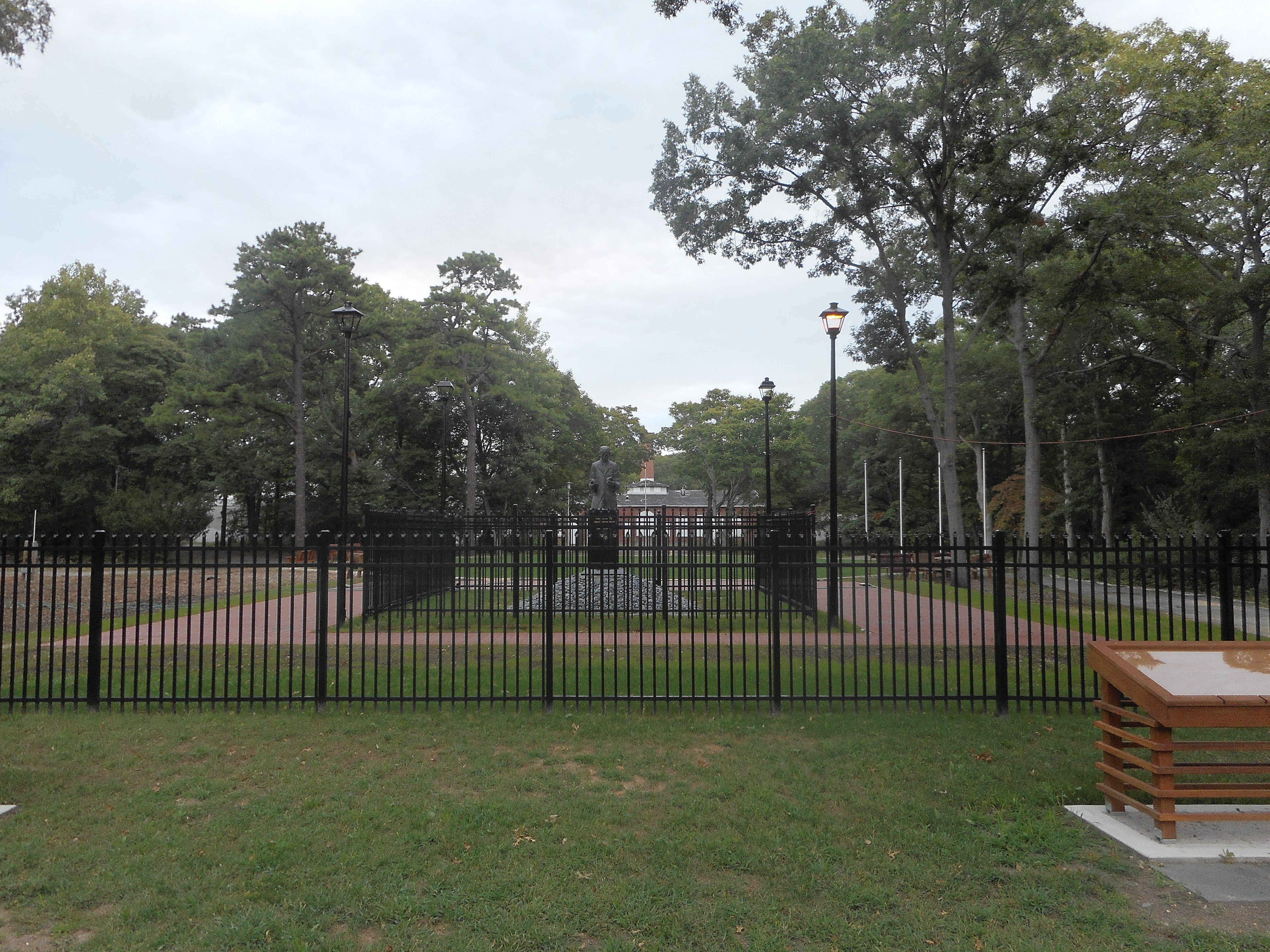
ウォーデンクリフ・タワーの跡地に立つニコラ・テスラの像

ウォーデンクリフ・タワー（英: Wardenclyffe Tower）は、アメリカ合衆国ニューヨーク州ロングアイランドのショアハムにかつて存在した高さ57メートルの電波塔である。1905年に電波による通信、送電の実験を目的として建設された。

## 概要
ニコラ・テスラの計画した『世界システム』と呼ばれる無線送電と無線通信、放送を目的として、J・P・モルガンの援助により建設された。内部にはテスラコイルが設置され、使用された電磁波は150キロヘルツで長波帯の周波数のものだったが、周波数が低すぎて電力の伝送は失敗した。その後、J・P・モルガンから追加の資金援助を打ち切られたため運用されなくなり、第一次世界大戦にアメリカが参戦すると攻撃の標的になるとされ、1917年に解体・撤去された。跡地には現在、ニコラ・テスラの業績を展示するテスラサイエンスセンターがある。

## その他
21世紀になって同様の概念の塔を建設する構想がある。